# Loi sur la santé et la sécurité du travail
 (septembre 2023).
Si vous disposez d'ouvrages ou d'articles de référence ou si vous connaissez des sites web de qualité traitant du thème abordé ici, merci de compléter l'article en donnant les références utiles à sa vérifiabilité et en les liant à la section « Notes et références ».
La Loi sur la santé et la sécurité du travail (LSST) est une loi adoptée en 1979 par le gouvernement du Québec. Elle vise à garantir la protection de la santé, de la sécurité, et de l'intégrité physique et psychique des travailleurs sur les lieux de travail au Québec. La LSST est un élément fondamental du cadre juridique et réglementaire qui régit les relations entre les employeurs, les travailleurs, et les organismes de santé et de sécurité au travail dans la province.
L'objectif central de la LSST, tel que défini dans son article 2, est l'élimination à la source même des dangers pour la santé, la sécurité, et l'intégrité physique et psychique des travailleurs. Cette loi vise ainsi à créer un environnement de travail sécuritaire et sain en mettant en place des mécanismes de prévention et en encourageant la participation active des travailleurs, des employeurs, et de leurs associations respectives.